# Stranger to the city
「Stranger to the city」（ストレンジャートゥザシティ）は、日本の歌手グループの『Ku-Wa de MOMPE』の楽曲。2020年10月2日にデジタルシングルとして配信リリース。

## 解説
- Ku-Wa（石橋貴明(とんねるず)）、MOMPE（マッコイ斎藤）による2人組グループのシングルである。
- オリコンミュージックストア「総合シングルダウンロードランキング」最高1位、amazon「売れ筋ランキング、デジタルミュージック、アルバム」最高1位、iTunes「音楽シングルランキング」最高4位など配信ランキングで上位にランクインする。
- 山形県の公式応援ソングとして採用され、2020年11月9日に山形県庁に招かれた。

## 収録曲
1. Stranger to the city
  - 作詞：Ku-Wa（石橋貴明(とんねるず)）／作曲・編曲：Go To（後藤次利）
  - 山形県公式応援ソング
  - 同年12月9日に放送されたフジテレビ『2020 FNS歌謡祭 第2夜』で披露された。